# آرشي لينغ
آرشي لينغ (بالإنجليزية: Archie Ling)‏ (14 مارس 1881 في المملكة المتحدة - 1943 في المملكة المتحدة) هو لاعب كرة قدم بريطاني (وحمل سابقاً جنسية المملكة المتحدة لبريطانيا العظمى وأيرلندا) في مركز حراسة المرمى. لعب مع سويندون تاون وليستر سيتي ونادي برينتفورد.